# Norra Dynestadgöl
Norra Dynestadgöl är en sjö i Västerviks kommun i Småland och ingår i Botorpsströmmens huvudavrinningsområde.